# Cel (film 1985)
Cel (ang. The Target) – amerykański thriller z 1985 roku.

## Główne role
- Gene Hackman – Walter Lloyd/Duncan (Duke) Potter
- Matt Dillon – Chris Lloyd/Derek Potter
- Gayle Hunnicutt – Donna Lloyd
- Tomas Hnevsa – Henke
- Jean-Pol Dubois – Glasses